# 隆奧克 (喬治亞州)
隆奧克（英語：Lone Oak）是一個位於美國喬治亞州梅里韋瑟縣的城鎮。

## 地理
隆奧克的座標為33°10′19″N 84°49′12″W / 33.17194°N 84.82000°W，而該地的平均海拔高度為261米（即856英尺）。

## 人口
根據2010年美國人口普查的數據，隆奧克的面積為1.60平方千米，當中陸地面積為1.60平方千米，而水域面積為0.00平方千米。當地共有人口92人，而人口密度為每平方千米58人。